# Kemenespálfa
Kemenespálfa es un pueblo ubicado en el distrito de Celldömölk, en el condado de Vas, Hungría.

## Superficie
Posee una superficie de 13,72 kilómetros cuadrados.

## Demografía
Hasta 2023 la población era de 367 habitantes, con una densidad de población de 27,26 habitantes por kilómetro cuadrado.